# مرد خانواده (فیلم ۲۰۰۰)
مرد خانواده یک فیلم درام و خانوادگی محصول سال ۲۰۰۰ به کارگردانی برت راتنر و بازیگری نیکلاس کیج و تیا لئونی است.
در ایران فیلم زن بدلی به تقلید از این فیلم ساخته شده‌است.
این فیلم با دوبلهٔ پارسی توسط مؤسسه قرن ۲۱ در اواخر سال ۱۳۸۲ منتشر شد، خسرو خسروشاهی صداپیشگیِ نیکلاس کیج، و نگین کیانفر صداپیشگیِ تیا لئونی را برعهده داشت.

## داستان
داستان فیلم دربارهٔ مردی است که درمی‌یابد می‌توانست در سیزده سال پیش تصمیم متفاوتی بگیرد. جک با بازی نیکلاس کیج مردی بسیار موفق در یک شرکت مالی معتبر است. سال‌ها پیش جک در یک تصمیم سرنوشت ساز دوست دخترش کیت با بازی تیا لئونی را رها کرد و برای یک شغل ۱۲ ماهه به لندن، و سپس به نیویورک بازمی‌گردد. ۱۳ سال بعد در شب سال نو در طی یک اتفاق زندگی او تغییر می‌کند. جک به زندگی‌ای بر می‌گردد که در صورت ازدواج با دوست دخترش در ۱۳ سال قبل، ممکن بود آن را الان داشته باشد، لیکن این تغییر دائمی نیست و تمامی فیلم یک تصویر تخیلی از آینده ایست که جک می‌توانست آن را انتخاب کند.
این داستان شباهت‌هایی با فیلم چه زندگی فوق‌العاده‌ای دارد که در آن در شب کریسمس شخصیت اصلی مجبور می‌شود نگاهی جدی به زندگی‌اش داشته باشد. گذشته از این، در پایان هر دو فیلم شخصیت‌های اصلی به این نتیجه می‌رسند که یک زندگی آرام خانوادگی بر دستیابی به موفقیت کاری و ثروت برتری دارد.

## بازیگران
- نیکلاس کیج در نقش جک کمپل
- تیا لئونی در نقش کیت رینولدز
- دان چیدل در نقش کش
- مکنزی وگا در نقش آنی رینولدز
- جرمی پیون در نقش آرنی
- سال روبینک در نقش آلن مینتز
- یوزف زومر در نقش پیتر لاسیتر
- هارو پرسنل در نقش بیگ اد
- مری بت هرت در نقش آدله
- آمبر والتا در نقش پائولا
- کن لئونگ در نقش سام ونگ
- کیت والش در نقش جینی
- جیانی روسو در نقش نیک
- تام مک‌گوان در نقش بیل
- جوئل مک‌کینون میلر در نقش تامی
- رابرت داونی سینیور در نقش مرد درون خانه
- پل سوروینو در نقش سیدنی پاتر

## حواشی فیلم
- نیکلاس کیج در فیلم سوار بر فراری ای می‌شود که در واقع مال خودش بود، او یک سال قبل از شروع این فیلم آن را فروخته بود.
- این فیلم، فیلم موفقی در گیشه بود با آنکه ۶۰ میلیون دلار بودجه آن به‌شمار می‌رفت ولی فروشی دو برابری به دست آورد.
- تولید این فیلم را استودیوی خود نیکلاس کیج یعنی Saturn Films بر عهده داشته‌است.